# Пихалёнок, Александр Александрович
Алекса́ндр Алекса́ндрович Пихалёнок (укр. Олександр Олександрович Піхальонок; род. 7 мая 1997, Донецк) — украинский футболист, полузащитник киевского «Динамо» и сборной Украины.

## Карьера

### Клубная
Пихалёнок является воспитанником молодёжной спортивной школы «Шахтёра». Первый профессиональный контракт подписал с донецким «Шахтёром» в 2014 году. После этого несколько лет играл в молодёжном чемпионате. Финалист юношеской лиги УЕФА 2014/15.
Дебютировал за главную команду «Шахтёра» в УПЛ в матче против «Александрии» 31 мая 2017 года. По состоянию на июнь 2019 года за «Шахтёр» в Премьер-лиге провёл 2 матча, в молодёжном чемпионате сыграл 89 игр и забил 31 гол.
В феврале 2018 года был отдан в аренду в «Мариуполь», также выступавший в УПЛ, где провёл следующие полтора сезона, сыграв 36 матчей и забив 5 голов в чемпионате страны. В составе «Мариуполя» выходил на поле в играх еврокубков.

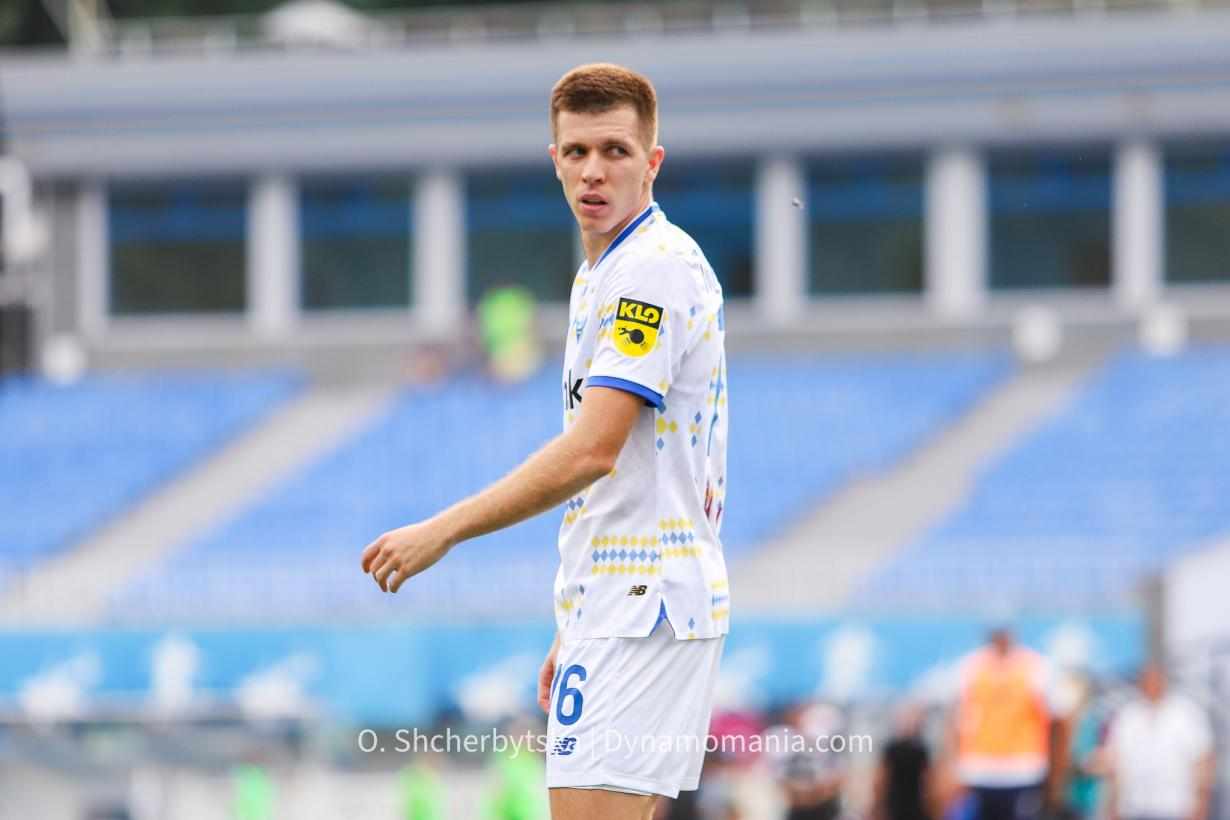
Пихаленок в составе киевского «Динамо»

В сезоне 2019/20 выступал за донецкий «Шахтёр», сыграв в 5 играх чемпионата и став чемпионом страны, впрочем, закрепиться в составе родной команды не сумел.
В начале октября 2020 года Пихаленок снова был отдан донецким клубом в аренду, на этот раз в «Днепр-1». 25 июня 2021 подписал контракт с СК «Днепр-1» сроком на 4 года.
5 июня 2024 официально было объявлено о переходе игрока в состав киевского «Динамо».

### Сборная
Александр выступал за разные юношеские и молодёжные сборные Украины. 6 августа 2022 года Александр дебютировал за сборную Украины в матче против Ирландии

## Достижения

### Командные
«Шахтёр» (Донецк)
- Чемпион Украины: 2019/20

«Днепр-1»
- Серебряный призёр чемпионата Украины: 2022/23

«Динамо» (Киев)
- Чемпион Украины: 2024/25